# Шей Мичъл
Шанън „Шей“ Мичел (на английски: Shannon Ashley „Shay“ Mitchell) е канадска актриса и модел.

## Биография и творчество
Шанън Мичел е родена на 10 април 1987 г. в Мисисага, Онтарио, Канада.
Прави актьорския си дебют като модел в сериала „Деграси: следващото поколение“ през 2009 г.
Тя участва в сериала Малки сладки лъжкини, където там тя взима ролята на Емили Фийлдс, която
си пада по жени, а не по мъже. Красавицата е една от лъжкините в сериала.

## Филмография
- 2009 Degrassi: The Next Generation – ТВ сериал, като модел
- 2010 Rookie Blue – ТВ сериал, като момиче
- 2010 Aaron Stone – ТВ сериал, като Ирина Уебър
- 2012 Glee – ТВ сериал, като момиче с жълто яке
- 2013 Hey Tucker! – ТВ минисериал, като Шей
- 2014 Immediately Afterlife – като Мариса
- 2010 – 2017 Pretty Little Liars – ТВ сериал, като Емили Фийлдс